# Simulium phayaoense
Simulium phayaoense es una especie de insecto del género Simulium, familia Simuliidae, orden Diptera.
Fue descrita científicamente por Takaoka & Choochote,  2005.